# Rives d'Andaine
Rives d'Andaine est, depuis le 1er janvier 2016, une commune nouvelle française située dans le département de l'Orne en région Normandie, peuplée de 2 867 habitants. Elle est née de la fusion de quatre communes, sous le régime juridique des communes nouvelles. Les communes de La Chapelle-d’Andaine, Couterne, Geneslay et Haleine deviennent des communes déléguées.

## Géographie

### Hydrographie
La commune est située dans le bassin Loire-Bretagne. Elle est drainée par la Mayenne, un bras de la mayenne, la Vée, le ruisseau des Louvrières, le Moulin Guérin, le Ménil Roullé et divers autres petits cours d'eau,.
La Mayenne, d'une longueur de 203 km, prend sa source dans la commune de Lalacelle, dans le département de l'Orne dont elle longe la limite sud-ouest, puis traverse la Mayenne et se jette  dans la Maine à Angers (Maine-et-Loire), après avoir traversé 58 communes. 
La Vée, d'une longueur de 24 km, prend sa source dans la commune de La Ferrière-aux-Étangs et se jette  dans un bras de la Mayenne sur la commune, après avoir traversé six communes. 
Le ruisseau des Louvrières, d'une longueur de 10 km, prend sa source dans la commune de Juvigny Val d'Andaine et se jette  dans la Mayenne sur la commune, après avoir traversé deux communes. 

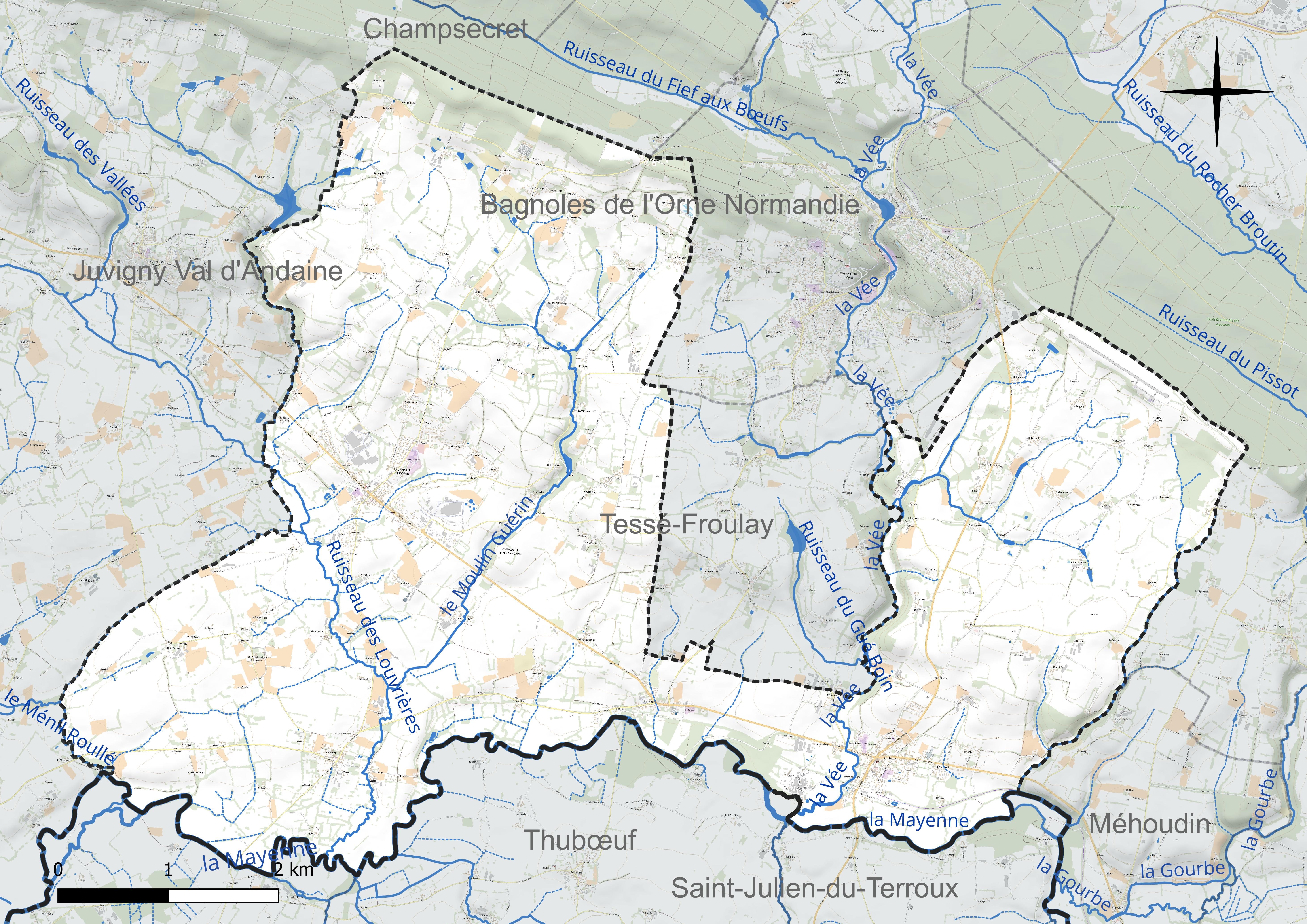
Réseau hydrographique de Rives d'Andaine.

### Climat
Pour des articles plus généraux, voir Climat de la Normandie et Climat de l'Orne.
En 2010, le climat de la commune est de type climat océanique altéré, selon une étude du CNRS s'appuyant sur une série de données couvrant la période 1971-2000. En 2020, Météo-France publie une typologie des climats de la France métropolitaine dans laquelle la commune est exposée à un climat océanique et est dans la région climatique Normandie (Cotentin, Orne), caractérisée par une pluviométrie relativement élevée (850 mm/a) et un été frais (15,5 °C) et venté. Parallèlement le GIEC normand, un groupe régional d’experts sur le climat, différencie quant à lui, dans une étude de 2020, trois grands types de climats pour la région Normandie, nuancés à une échelle plus fine par les facteurs géographiques locaux. La commune est, selon ce zonage, exposée à un « climat contrasté des collines », correspondant au Bocage normand, bien arrosé, voire très arrosé sur les reliefs les plus exposés au flux d’ouest, et frais en raison de l’altitude.
Pour la période 1971-2000, la température annuelle moyenne est de 10,7 °C, avec une amplitude thermique annuelle de 13,4 °C. Le cumul annuel moyen de précipitations est de 789 mm, avec 12,8 jours de précipitations en janvier et 7,4 jours en juillet. Pour la période 1991-2020, la température moyenne annuelle observée sur la station météorologique la plus proche, située sur la commune du Horps à 15 km à vol d'oiseau, est de 11,1 °C et le cumul annuel moyen de précipitations est de 857,1 mm,. Pour l'avenir, les paramètres climatiques de la commune estimés pour 2050 selon différents scénarios d’émission de gaz à effet de serre sont consultables sur un site dédié publié par Météo-France en novembre 2022.

## Urbanisme

### Typologie
Au 1er janvier 2024, Rives d'Andaine est catégorisée bourg rural, selon la nouvelle grille communale de densité à sept niveaux définie par l'Insee en 2022.
Elle est située hors unité urbaine. Par ailleurs la commune fait partie de l'aire d'attraction de La Ferté Macé, dont elle est une commune de la couronne,. Cette aire, qui regroupe 17 communes, est catégorisée dans les aires de moins de 50 000 habitants,.

## Toponymie
Néotoponyme sans valeur historique et caractéristique des multiples formations toponymiques récentes liées aux regroupements de communes en Rives (d')X ou Val (d')X.
Le déterminant se réfère à la forêt d'Andaine.

## Histoire
La commune est créée le 1er janvier 2016 par un arrêté préfectoral du 16 décembre 2015, par la fusion de quatre communes, sous le régime juridique des communes nouvelles instauré par la loi no 2010-1563 du 16 décembre 2010 de réforme des collectivités territoriales. Les communes de La Chapelle-d’Andaine, Couterne, Geneslay et Haleine deviennent des communes déléguées et La Chapelle-d’Andaine est le chef-lieu de la commune nouvelle.

## Politique et administration
| Période                                  | Période  | Identité             | Étiquette | Qualité                           |
| ---------------------------------------- | -------- | -------------------- | --------- | --------------------------------- |
| janvier 2016                             | mai 2020 | Jean-Claude Fourquet | DVD       | Retraité de l'Éducation nationale |
| mai 2020                                 | En cours | Philippe Turcan      | DVD       |                                   |
| Les données manquantes sont à compléter. |          |                      |           |                                   |

## Démographie
L'évolution du nombre d'habitants est connue à travers les recensements de la population effectués dans la commune depuis sa création.
En 2022, la commune comptait 2 867 habitants, en évolution de −6,31 % par rapport à 2016 (Orne : −3,21 %, France hors Mayotte : +2,11 %).
| 2014  | 2015  | 2016  | 2021  | 2022  |
| ----- | ----- | ----- | ----- | ----- |
| 3 084 | 3 068 | 3 060 | 2 924 | 2 867 |

| Nom                           | Code Insee | Intercommunalité     | Superficie (km2) | Population (dernière pop. légale) | Densité (hab./km2) |
| ----------------------------- | ---------- | -------------------- | ---------------- | --------------------------------- | ------------------ |
| La Chapelle-d'Andaine (siège) | 61096      | CC du Pays d'Andaine | 15,50            | 1 429 (2021)                      | 92                 |
| Couterne                      | 61135      | CC du Pays d'Andaine | 10,68            | 989 (2021)                        | 93                 |
| Geneslay                      | 61186      | CC du Pays d'Andaine | 8,34             | 265 (2021)                        | 32                 |
| Haleine                       | 61200      | CC du Pays d'Andaine | 2,62             | 241 (2021)                        | 92                 |

## Culture locale et patrimoine

### Lieux et monuments
- Église Sainte-Marie-Madeleine-et Saint-Julien de la Chapelle-d’Andaine
- Église Saint-Pierre-et-Saint-Paul de Couterne
- Église Saint-Hilaire de Geneslay
- Église Notre-Dame d'Haleine
- Château de Couterne

## Pour approfondir